# Монопсонія
Монопсо́нія (англ. Monopsony) — ситуація, при якій існує тільки один покупець або група покупців, що сумісно приймають рішення.
Прикладом монопсонії є ситуація підприємства-міста, в якому є безліч домогосподарств, які пропонують робочу силу, але тільки одне підприємство — покупець робочої сили.

## Причини виникнення
- на ринку з однієї сторони є значна кількість кваліфікованих робочих, не об'єднаних в профспілку, а з другої — одна фірма-монопсоніст, чи декілька фірм, об'єднаних в одну групу які виступають як єдиний покупець робочої сили;
- дана фірма (група фірм) наймає левову частку із сумарної кількості наявних спеціалістів певної професії;
- фірма-монопсоніст сама ставить ставку заробітної плати, а робочі або зобов'язані погодитися або шукати іншу роботу.

На біржі таке явище проявляється коли при високій ціні більшість покупців не включається у торги.